# Tétraiodométhane
Le tétraiodométhane ou tétraiodure de carbone (CI4) est un composé de la famille des halogénométhanes. Il s'agit d'une molécule de méthane dont tous les atomes d'hydrogène ont été substitués par des atomes d'iode. Il est parfois considéré comme une molécule organique ce que souligne l'appellation « tétraiodométhane », bien qu'il ne comporte aucune liaison C-H caractéristique des composés organiques, et est donc couramment considéré comme inorganique, ce que souligne l'appellation « tétraiodure de carbone » (les deux appellations étant acceptées par l'IUPAC).

## Propriétés
Le tétraiodométhane est un solide violet, un des rares exemple de dérivés du méthane intensément colorés et, si l'on considère comme composé organique, le seul composé organique coloré sans insaturation.
C'est une molécule tétraédrique avec des liaisons C-I de 212 ± 2 pm. La molécule est légèrement encombrée avec des contacts I---I courts de 345,9 ± 3 pm, et, possiblement pour cette raison est thermiquement et photochimiquement instable. La molécule d'hexaiodoéthane est d'ailleurs inconnue, probablement pour la même raison.
Le tétraiodométhane cristallise en une structure monoclinique avec les paramètres : a = 22,39 × 10−1 nm, b = 12,93 × 10−1 nm, c = 25,85 × 10−1 nm et β=125,26°.
Il a un moment dipolaire de 0 debyes due à sa parfaite symétrie tétraédrique.
Le tétraiodométhane est soluble dans les solvants organiques apolaires, mais pratiquement insoluble dans l'eau, avec laquelle il réagit légèrement donnant de l'iodoforme (CHI3) et du diiode (I2). Il se décompose thermiquement et photochimiquement en tétraiodoéthène, I2C=CI2.

## Synthèse
la synthèse du tétraiodométhane se fait par réaction entre le tétrachlorométhane avec quatre équivalents d'iodoéthane catalysée par le chlorure d'aluminium (AlCl3) à température ambiante:
CCl4 + 4 C2H5I → CI4 + 4 C2H5Cl
Le produit de réaction cristallise dans le milieu réactionnel. CI4 doit être conservé au frais (2 à 8 °C).

## Utilisation
CI4 est utilisé comme agent de iodation, souvent en action avec une base. Les cétones sont converties en 1,1-diiodoéthènes par le traitement à la triphénylphosphine (PPh3) et au CI4. Les alcools sont convertis en iodure d'alkyle par un mécanisme similaire à la réaction d'Appel (réaction transformant les alcools en chlorure d'alkyle à l'aide du tétrachlorométhane).